# Клименко Сергій Вікторович
Клименко Сергій Вікторович (4 листопада 1968 року м. Київ) — лікар-гематолог, доктор медичних наук (2006 рік), професор (2017 рік). Керівник Центру гематології, хіміотерапії гемобластозів та трансплантації кісткового мозку, завідувач кафедри клінічної лабораторної діагностики НУОЗУ імені П. Л. Шупика. Заслужений діяч науки і техніки України.

## Біографія
Клименко Сергій Вікторович народився 4 листопада 1968 року в місті Київ у родині лікаря-гематолога Клименка Віктора Івановича . Після закінчення середньої школи
Клименко Сергій Вікторович в 1985 році поступив в Київський медичний інститут на спеціальність «лікувальна справа». Закінчив навчання в 1991 році. Проходив навчання в
Київському медичному інституті післядипломної освіти ім. П. Л. Шупика (1993, 2000, 2003, 2012, 2015) — спеціалізація з гематології та трансфузіології, спеціалізація з лабораторної генетики. У 2002—2003 рр. навчався в магістратурі факультету онкології в Лондонському університеті (Велика Британія).З 2010 — заступник голови Проблемної комісії МОЗ та НАМН України «Гематологія та трансфузіологія». З 2014 по 2017 Клименко Сергій — головний позаштатний спеціаліст МОЗ України зі спеціальності «Гематологія». З 2017 року експерт МОЗ України зі спеціальності «Гематологія». Головний редактор журналу «Лабораторна діагностика: Східна Європа».

### Трудова діяльність
- 1991—2003 — гематолог, відділення гематології для дорослих, Клініка Інституту клінічної радіології Наукового центру радіаційної медицини АМН України.

- 2003—2004 — науковий співробітник, відділ радіоіндукованої онкогематологічної патології Інституту клінічної радіології Наукового центру радіаційної медицини АМН України.

- 2004—2012 — старший науковий співробітник відділу гематології та трансплантології Інституту клінічної радіології Наукового центру радіаційної медицини АМН України.

- 2005—2008 — відповідальний за роботу відділення трансплантації клітин крові та кісткового мозку того ж відділу.

- З 2008 — професор кафедри внутрішньої медицини № 1 Національного медичного університету ім. О. О. Богомольця.

- З 2010 по 2021 — завідувач відділу медичної генетики Інституту експериментальної радіології ДУ «Національний науковий центр радіаційної медицини НАМН України».

- З 2020 — завідувач кафедри клінічної лабораторної діагностики НУОЗУ імені П. Л. Шупика.

- З 2021 — керівник Центру гематології, хіміотерапії гемобластозів та трансплантації кісткового мозку, КЛ «Феофанія» Державного управління справами.

## Наукова і професійна діяльність
Клименко Сергій Вікторович бере участь у міжнародних програмах контролю якості лабораторних досліджень, участь у проведенні наукових досліджень в галузі молекулярної діагностики та епідеміології гематологічних захворювань, біології стовбурових і пухлинних клітин, онкогенезу, клінічних досліджень в гематології та онкології, діагностика та лікування гематологічних захворювань. Лікар має досвід в питаннях проведення стандартної та високодозової хіміотерапії; проведенні молекулярно-генетичних досліджень;
працював у робочих групах МОЗ України, розробці Національних програм з трансплантології, онкології, гематології. Основні напрями наукової роботи є вивчення молекулярно-генетичних механізмів розвитку гематологічної та онкологічної патології після дії іонізуючої радіації на організм людини та молекулярна епідеміологія віддалених стохастичних ефектів опромінення. Основні напрями прикладної наукової роботи є удосконалення методів діагностики та лікування гематологічних та онкологічних захворювань.
Під керівництвом Клименка С. В. завершено 7 кандидатських дисертацій, 1 докторська дисертація, 7 НДР НАМН України, 5 міжнародних НДР.
У 2000 р. захистив кандидатську дисертацію на тему «Стан гранулоцитарно-макрофагальної ланки гемопоезу в осіб, що перенесли гостру променеву хворобу у зв'язку з аварією на Чорнобильській АЕС, у період віддалених наслідків», у 2006 р. — докторську дисертацію "Молекулярно-біологічні особливості субстратних клітин та механізми медикаментозної резистентності у хворих на гостру лейкемію, які постраждали внаслідок аварії на Чорнобильській АЕС.

## Досягнення. Відзнаки
У 2000 р. захистив кандидатську дисертацію на тему «Стан гранулоцитарно-макрофагальної ланки гемопоезу в осіб, що перенесли гостру променеву хворобу у зв'язку з аварією на Чорнобильській АЕС, у період віддалених наслідків», у 2006 році — докторську дисертацію «Молекулярно-біологічні особливості субстратних клітин та механізми медикаментозної резистентності у хворих на гостру лейкемію, які постраждали внаслідок аварії на Чорнобильській АЕС».
- 2002—2003 рр. — отримував стипендію Фонду Фрідерікус для навчання в магістратурі Лондонського Університету, Велика Британія.
- 2005 та 2006 рр. за грантом Дослідницької та навчальної програми з ядерної енергії Євратому виконував дослідження в Інституті патології Мюнхенського центру Гельмгольца Німецького центру досліджень навколишнього середовища та здоров'я, м. Нойхерберг, Німеччина,
- 2006 рік — доктор медичних наук зі спеціальності гематологія та трансфузіологія
- 2010 р. нагороджений Верховною Радою України знаком «20 років НКРЗУ»,
- 2011 р. — Почесна грамота Кабінету Міністрів України,
- 2013 р. — Почесна грамота Національної академії медичних наук України.
- 2017 рік — професор зі спеціальності медицина
- 2018 р. — присвоєно почесне звання «Заслужений діяч науки і техніки України». (2006), старший науковий співробітник зі спеціальності генетика (2009), (2017)

## Наукові праці
Клименко Сергій Вікторович — автор понад 570 наукових праць, в тому числі:
1. Klymenko S, Trott K, Atkinson M, Bink K, Bebeshko V, Bazyka D, Dmytrenko I, Abramenko I, Bilous N, Misurin A, Zitzelsberger H, Rosemann M. AML1 gene rearrangements and mutations in radiation-associated acute myeloid leukemia and myelodysplastic syndromes. J. Radiat. Res. 2005; 46:249-255.
2. Klymenko SV, Ilyenko IN, Golarnik NA, Maznichenko OL, Breier A, Bazyka DA Membrane transport and apoptosis-related proteins in radiation-associated acute myeloid leukemia following the Chornobyl accident. Gen. Physiol. Biophys. 2009; 28:63–69.
3. Klymenko SV, Smida J, Atkinson MJ, Bebeshko VG, Nathrath M, Rosemann M. Allelic imbalances in radiation—associated acute myeloid leukemia. Genes. 2011; 2(2):384-393.
4. Klymenko SV, Belyi DA, Ross JR, Owzar K, Jiang C, Li ZN, Minchenko JN, Kovalenko AN, Bebeshko VG, Chao N. Hematopoietic cell infusion for the treatment of nuclear disaster victims: New data from the Chernobyl accident. Int. J. Radiat. Biol. 2011; 87:846-850.
5. Little M.P., Azizova T.V., Bazyka D., et al. Systematic review and meta-analysis of circulatory disease from exposure to low-level ionizing radiation and estimates of potential population mortality risks. Environ. Health. Perspect. — 2012. — Vol.120, № 11. — Р.1503-1511.
6. Mishcheniuk OY, Kostukevich OM, Dmytrenko IV, Sholoyko VV, Prokopenko IM, Martina ZV, Pilipenko GV, Klymenko SV. Molecular characterization of Ph-negative myeloproliferative neoplasms in Ukraine. Exp Oncol. 2013; 35(3):202-6.
7. Hatalova A., Schwarz J., Gotic M., et al. Recommendations for the diagnosis and treatment of patients with polycythaemia vera. European Journal of Haematology. — 2018. — Vol.101, № 5. — Р.654-664.
8. Wilke C.M., Braselmann H., Hess J., et al. A genomic copy number signature predicts radiation exposure in post-Chernobyl breast cancer. — Int. J. Cancer. — 2018.– Vol.143. — P.1505-1515.
9. Wilke C.M., Hess J., Chumak V.V., et al. Expression of miRNA-26b-5p and its target TRPS1 is associated with radiation exposure in post-Chernobyl breast cancer. — Int. J. Cancer. — 2018. — Vol.142. — P.573-583.
10. Poluben L., Puligandla M., Neuberg D., et al. Characteristics of myeloproliferative neoplasms in patients exposed to ionizing radiation following the Chernobyl nuclear accident. American journal of hematology. — 2019. — Vol.94, № 1. — Р. 62-73
11.Poluben L, Bryke Ch R, Hsu Y, et al. Copy number alterations and copy-neutral loss of heterozygosity in Ukrainian patients with primary myelofibrosis. Exp. Oncol. — 2019. — Vol. 41, № 1. — P.53–56
12. Gisslinger H, Klade C, Georgiev P, et al., Ropeginterferon alfa-2b versus standard therapy for polycythaemia vera (PROUD-PV and CONTINUATION-PV): a randomised, non-inferiority, phase 3 trial and its extension study. Lancet Haematol. — 2020. — Vol. 7, No 3. — P.e196-e208.